# Hrabstwo Middlesex (Massachusetts)
Hrabstwo Middlesex (ang. Middlesex County) – hrabstwo w USA, w północnej części stanu Massachusetts. W roku 2000 zamieszkiwane przez 1 465 396 mieszkańców. W hrabstwie są dwa centra administracyjne (ang. county seat): Cambridge i Lowell.

## Miasta
- Acton
- Arlington
- Ashby
- Ashland
- Ayer
- Bedford
- Belmont
- Billerica
- Boxborough
- Burlington
- Cambridge
- Carlisle
- Chelmsford
- Concord
- Dracut
- Dunstable
- Everett
- Framingham
- Groton
- Holliston
- Hopkinton
- Hudson
- Lowell
- Lexington
- Lincoln
- Littleton
- Maynard
- Malden
- Marlborough
- Medford
- Melrose
- Natick
- Newton
- North Reading
- Pepperell
- Reading
- Somerville
- Sherborn
- Shirley
- Stoneham
- Stow
- Sudbury
- Tewksbury
- Townsend
- Tyngsborough
- Waltham
- Watertown
- Wakefield
- Wayland
- Westford
- Weston
- Woburn
- Wilmington
- Winchester

## CDP
- Ayer
- Cochituate
- Devens
- East Pepperell
- Groton
- Hudson
- Littleton Common
- Pepperell
- Pinehurst
- Shirley
- Townsend
- West Concord